# Carl Adalbert Günthel
Carl Adalbert Günthel (* 17. Januar 1870 in Reichenberg; † im 20. Jahrhundert; vollständiger Name: Carl Adalbert Anton Günthel) war ein Architekt, der in Bremen ansässig und tätig war.

## Leben
Günthel arbeitete mehrere Jahre lang in einer Bürogemeinschaft mit Otto Wilhelm Hildebrand zusammen. Das Büro Hildebrand & Günthel war am Sielwall 42 in Bremen ansässig. Es war vor allem für seine Industriebauten bekannt; etliche Gebäude von Hildebrand & Günthel stehen mittlerweile unter Denkmalschutz.
Bauten des Architekturbüros wurden auch in der Abteilung Baukunst des XX. Jahrhunderts der Internationalen Baufach-Ausstellung 1913 in Leipzig ausgestellt.

## Bauten (Auswahl)
- Silo der Rolandmühle, Emder Straße 39: Das 1910 errichtete Bauwerk war damals mit 45 Metern Höhe der höchste Industriebau.[4] Es wurde 1925 von Carl-Heinrich Behrens-Nicolai im expressionistischen Stil umgebaut.[5]
- Zwei Reihen eingeschossiger Schuppen zur Lagerung von Baumwolle am Bremer Fabrikhafen; Schuppen Nr. 1 bis 16 von 1912/1913, Schuppen Nr. 17 bis 21 und Nr. 27 von 1926/1927[6]
- Silo der Hansamühle am Bremer Getreidehafen, erbaut 1915–1916[7]
- Kaffee-HAG-Werk II, Cuxhavener Straße 28 / Fabrikenufer / Hagstraße: Der Gebäudekomplex wurde in vier Bauabschnitten (1899, 1906, 1912 und 1914/1915) für die Ölmühle Groß-Gerau-Bremen erbaut und später von Kaffee Hag als Erweiterung ihres benachbarten Stammwerks (Kaffee-HAG-Werk I) genutzt.
- Erweiterungsbau für das Kaffee-HAG-Werk I: Der 1914 errichtete Erweiterungsbau enthält den Marmorsaal.
- Bremer Zweigwerk der Kunerolwerke (Emanuel Khuner & Sohn, Wien) von 1910.[8]